# 鐵達尼號 (1992年電影)
《泰坦尼克号》（英語：Titanica）是一部1992年发行的有关泰坦尼克号的IMAX纪录片。该影片导演为史蒂芬·洛，旁白由塞德里克·史密斯，阿那托利·萨加洛维奇以及拉尔夫·韦特录制。该影片主要记录了泰坦尼克号残骸的镜头，探险队员寻找残骸的镜头，以及对幸存者法蘭克·約翰·威廉·戈德史密斯和伊娃·哈特的采访。洛利用该纪录片，借伊娃和船组成员，在展现泰坦尼克号残迹之余，传达了这样一个声音，即泰坦尼克号的残骸应当受到重视并妥善对待。该纪录片是继1991年Stones at the Max之后的第二部IMAX影片。随后，1995年发行了一部40分钟的剪辑版IMAX剧场影片。该版本由伦纳德·尼莫伊配音，尽管其中大部分配音工作皆由怀特完成。该版本随后也成为1997年版本的基础，在后者版本中，有超过27分钟都是由拉尔夫·韦特，埃默里·克里斯托夫以及其他专家进行的采访。

## 拍摄
探险队员由美国，法国以及俄罗斯人组成，他们搭乘克尔德什院士号研究船前往。残骸镜头皆由两艘和平号潜水艇拍摄，它们有时候会合力拍摄。其上配有IMAX摄像机和150,000瓦特照明灯，可清楚地照亮海底。残骸镜头常与历史照片一同比较，以展示这一悲剧的影响。
影片中，伊娃·哈特提到，她的母亲在泰坦尼克号沉没事故之前曾经说到，泰坦尼克号永不沉没这一称谓就如同“在全能者的面前飞翔”一样。

## 评价
根据爛番茄上的5个评测，该影片的点赞率为60％。罗杰·埃伯特给予该影片3½星的分数(满分为4星)，并称其镜头与泰坦尼克号残骸“建立起了紧密的联系”，但是他也称自己愿意看到更多有关泰坦尼克号的镜头，而非探险队员。2000年，辛辛那提调查报的玛格丽特·麦克戈克给出了正面的评价，并且特别称赞了影片的细节与镜头尺寸，称“这是一个超大IMAX电影真正展现其潜力的例子”。NUVO的爱德华·约翰逊-奥特对残骸与探险队员的镜头都赞赏有加，并称队员们添入了“一些无伤大雅的幽默，与此同时，仍保持了这种旅行中所需要的尊严”。
伊娃·哈特曾对泰坦尼克号残骸遭到掠夺表示担忧。而对于该影片，她评论道：“我不认为在这场IMAX影片中探索泰坦尼克号是在掠夺，相反，我认为它相当精彩。